# Église Notre-Dame-de-l'Assomption de Roux
Pour les articles homonymes, voir Notre-Dame-de-l'Assomption.
L'église Notre-Dame de l'Assomption est un édifice religieux classé situé à Roux, section de la ville belge de Charleroi, dans la province de Hainaut.

## Histoire de l'édifice
En 1775, débute la construction de l'église pour remplacer une chapelle dédiée à saint Antoine, à l'initiative des moines et aux frais de l'abbaye de Lobbes, avec des matériaux venus de Lobbes. La construction de la tour et du clocher débute en 1785 et la (première) église avec clocher est ouverte au culte en 1786. 
En séance du 15 septembre 1855, le bourgmestre Jean-Baptiste Hembise et les échevins lancent un avis d'adjudication publique, le 15 octobre 1855, des travaux d'agrandissement de l'église et de la réparation de la tour. 

Les travaux terminés en 1856 permettent de loger, dans le chœur  actuel, un beau maître-autel et lui donnent la silhouette que nous lui connaissons,.
Enfin, l'église subit une restauration poussée en 1979

## Architecture

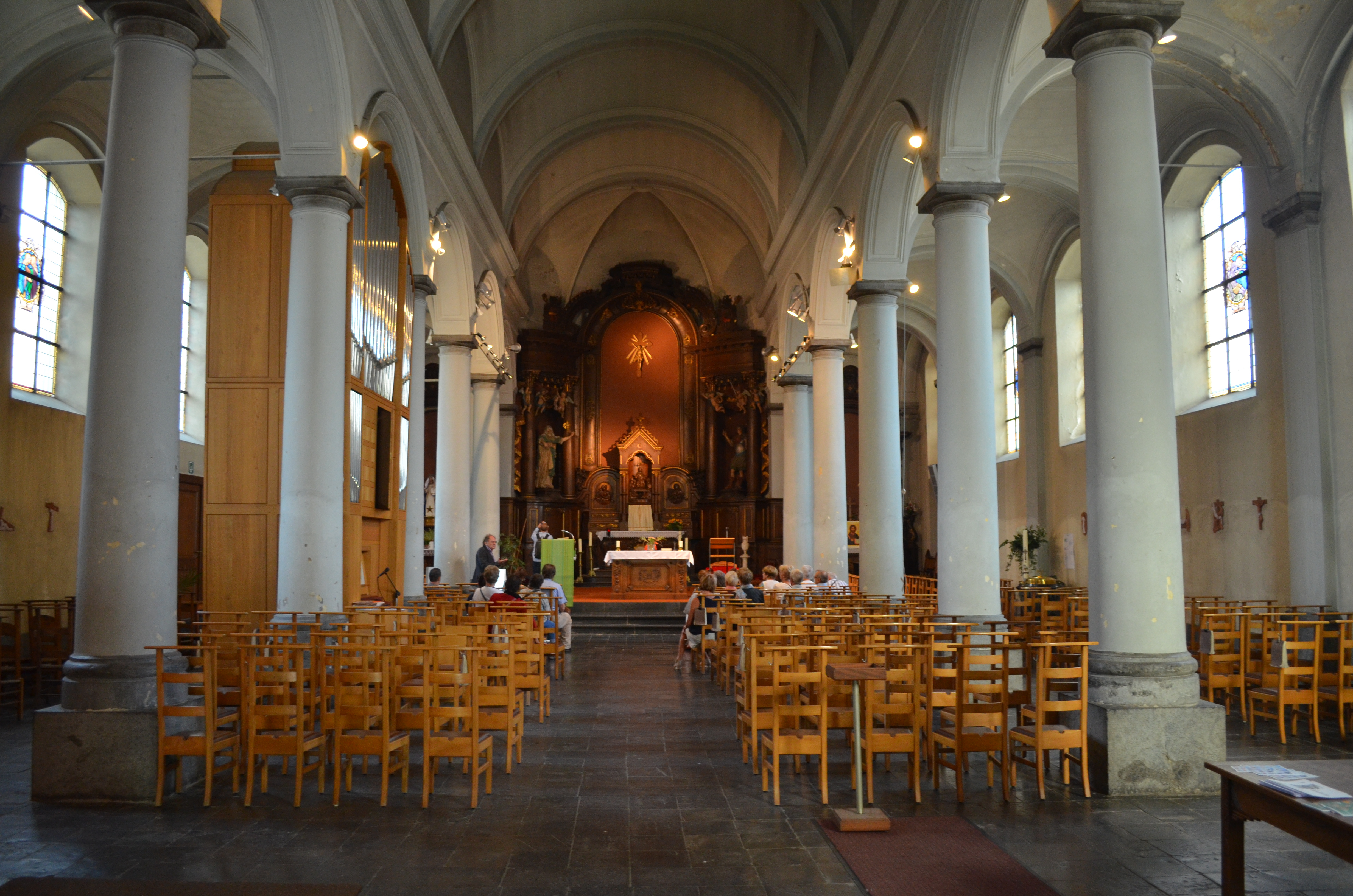
Nef de l'église vue depuis l'entrée.

Sanctuaire classique daté de 1785 à la clé d'arc du portail, restauré en 1856 tel que le rappelle un cartouche inséré dans le collatéral sud. 

Édifice en brique et calcaire, entièrement monté sur un soubassement de pierres de taille, composé d'une tour de façade enveloppée par le retour des bas-côtés, d'une nef de sept travées et d'un chœur à chevet semi-circulaire. 
Raidie de harpes d'angle, tour de trois niveaux à double retraite chanfreinée, coiffée d'une flèche hexagonale à base pyramidale.

Sous un oculus cerné de pierre, portail en plein cintre à clé millésimée et impostes saillantes sur montants monolithes, inscrit dans un encadrement rectangulaire mouluré à corniche. 

Ouïes en plein cintre dans un encadrement rectangulaire de pierres en délit. 
Nef et retour des collatéraux éclairés par huit fenêtres reliées par une chaîne à hauteur des appuis moulurés, avec arc cintré à clé sur montants en délit à crossettes. 

Au sud, sous la cinquième baie, une haute porte murée du XIXe siècle. Dans le retour vers le chœur, une autre inscrite dans le soubassement, à linteau droit sur montants monolithes. 

Chœur aveugle, hormis une fenêtre du XIXe siècle dans l'axe, partiellement masquée par l'habitation voisine. 

Corniches de pierre en talon soulignées d'une chaîne, toitures d'ardoises et d'éternit à coyaux.

Intérieur d'inspiration classique, voûté en voile. Nef rythmée par les arcades en plein cintre sur colonnes toscanes; pilastres engagés entre les fenêtres dans les collatéraux.

## Équipement duclocher
Les cloches d'origine pesant respectivement 1 328 kg et 630 kg sont enlevées, en 1943, par l'occupant allemand pour être fondues à des fins militaires. Les cloches actuelles qui pèsent respectivement 1 300 kg (Marie-Émilie) et 600 kg (Joséphine) sont solennellement mises en place en 1951.

## Mobilier remarquable

### Lemaître-autel
De style Louis XV mêlé de baroque, datant de 1730 ou des années un peu postérieures, il décorait l'église abbatiale de l'abbaye de Liessies. Transféré au prieuré Saint-Michel de Sart-les-Moines après la suppression de l'abbaye en 1791, il a été acquis en 1853 par la Fabrique d'Église de Roux avant d'être installé en 1856 dans le chœur de l'église agrandie pour l'accueillir. Les vendeurs étaient les frères Delbos, alors propriétaires du prieuré reconverti en tannerie, pour la somme de 2 000 francs plus la promesse de leur fournir chaque année autant de fûts de 160 litres de vin qu'il y aurait d'échevins ! 
Taillé dans le chêne, il présente les caractéristiques d'un style Louis XV, auquel se mêlent des éléments baroques par leur esprit autant que par leur ligne, et se compose des parties suivantes : 
- un contre-retable cintré avec fronton orné d'un Bon Pasteur dans une gloire, de réalisation moderne et de qualité médiocre, qui a remplacé une effigie de Saint Michel. Cette statue est retournée au prieuré de Sart-les-Moines, après sa reprise par les Pères Assomptionnistes en 1903. Elle se trouve actuellement au collège Saint Michel de Gosselies.
- deux volets symétriques, intégralement d'époque, comportant deux étages. Au-dessous, un socle en bahut, à panneaux avec trumeaux et marqueterie et percé d'une porte centrale. Au-dessus, une couple de colonnes corinthiennes avec lambrequins, chute de draperie frangée, anges voletant et entablement ionique. Dans chaque volet, une figure centrale en ronde-bosse : à gauche, une représentation tourmentée de Sainte Hiltrude de Liessies; à droite Saint Agapit, saint patron de l'Abbé de Liessies Don Agapit Dambrine né en 1708 et décédé en 1740.
- un grand tabernacle central de style néogothique, à fronton triangulaire flanqué de volets latéraux cintrés qui reposent sur des prédelles en gradins ; en effet, le coffre de réservation eucharistique d'origine, orné d'une Annonciation, est également retourné au prieuré de Sart-les-Moines et a été ensuite revendu.
- la table d'autel rectangulaire, à parois galbées et arêtes en consoles, est d'époque et présente le décor iconographique suivant : un grand médaillon central orné du symbole de l'Agneau sur le livre aux sept sceaux, extrait du livre de l'Apocalypse. Cet autel repose sur une plate-forme à quatre degrés dont les deux supérieurs, ornés de belles marqueteries, sont seuls authentiques [5],[6].

En 1856-57, pour protéger de l'humidité l'œuvre initialement peinte en blanc et or, on lui applique successivement une peinture de fond brune, une ou deux couches de colle arséniée et une couche de peinture à l'huile de ton chêne foncé. Un restaurateur anversois peint les figures en ronde-bosse des volets et ajoute les dorures des chapiteaux, frises, moulures, franges, coquilles, etc.   
En 1964, le bourgmestre de Roux, soucieux de conserver le patrimoine artistique communal, introduit la demande de classement, à l'exclusion toutefois : 
- de la statue en ronde-bosse du Bon Pasteur ;
- du tabernacle néogothique à fronton triangulaire.

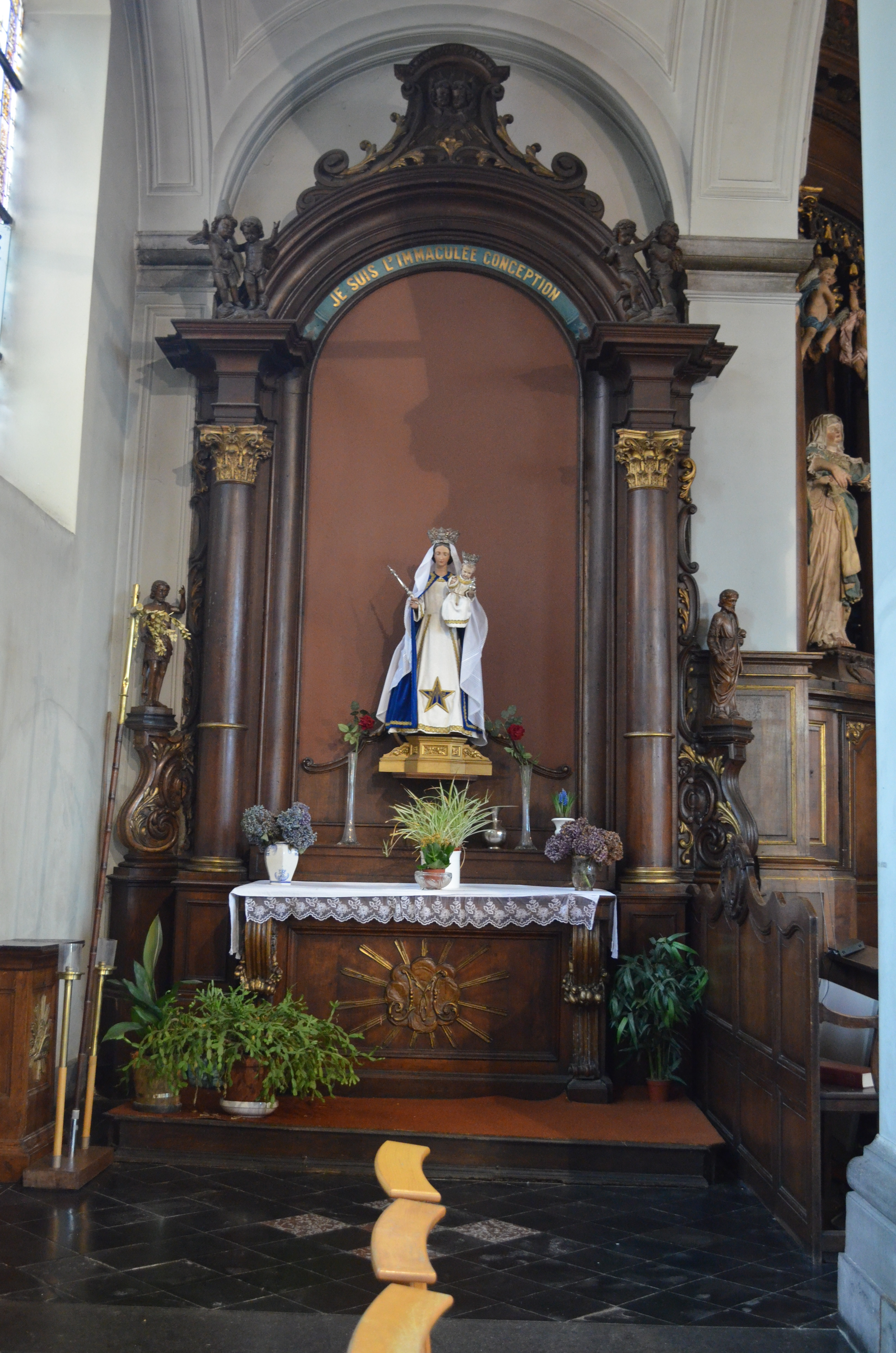
Autel du bas côté gauche.
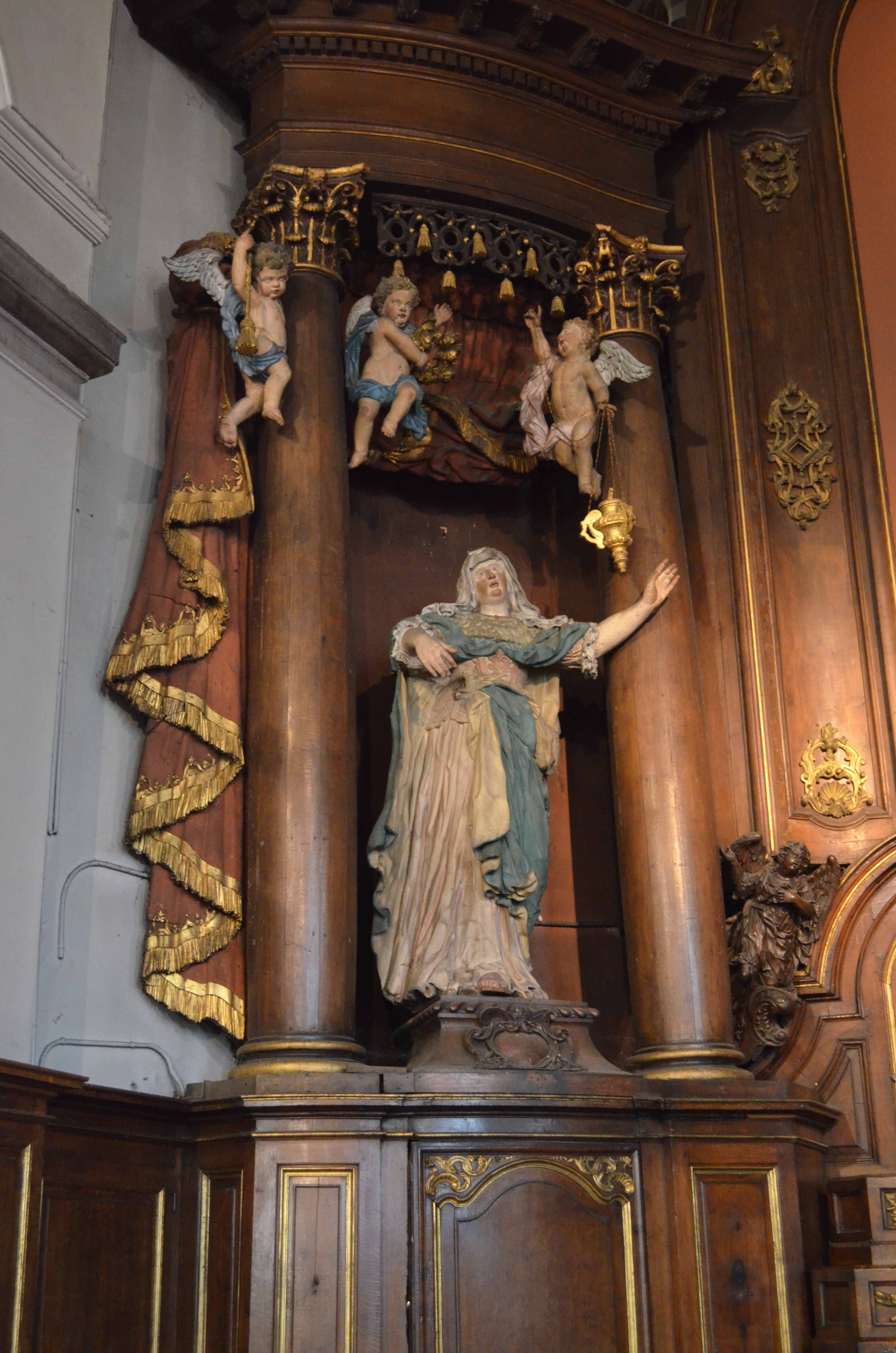
Sainte Hiltrude de Liessies.
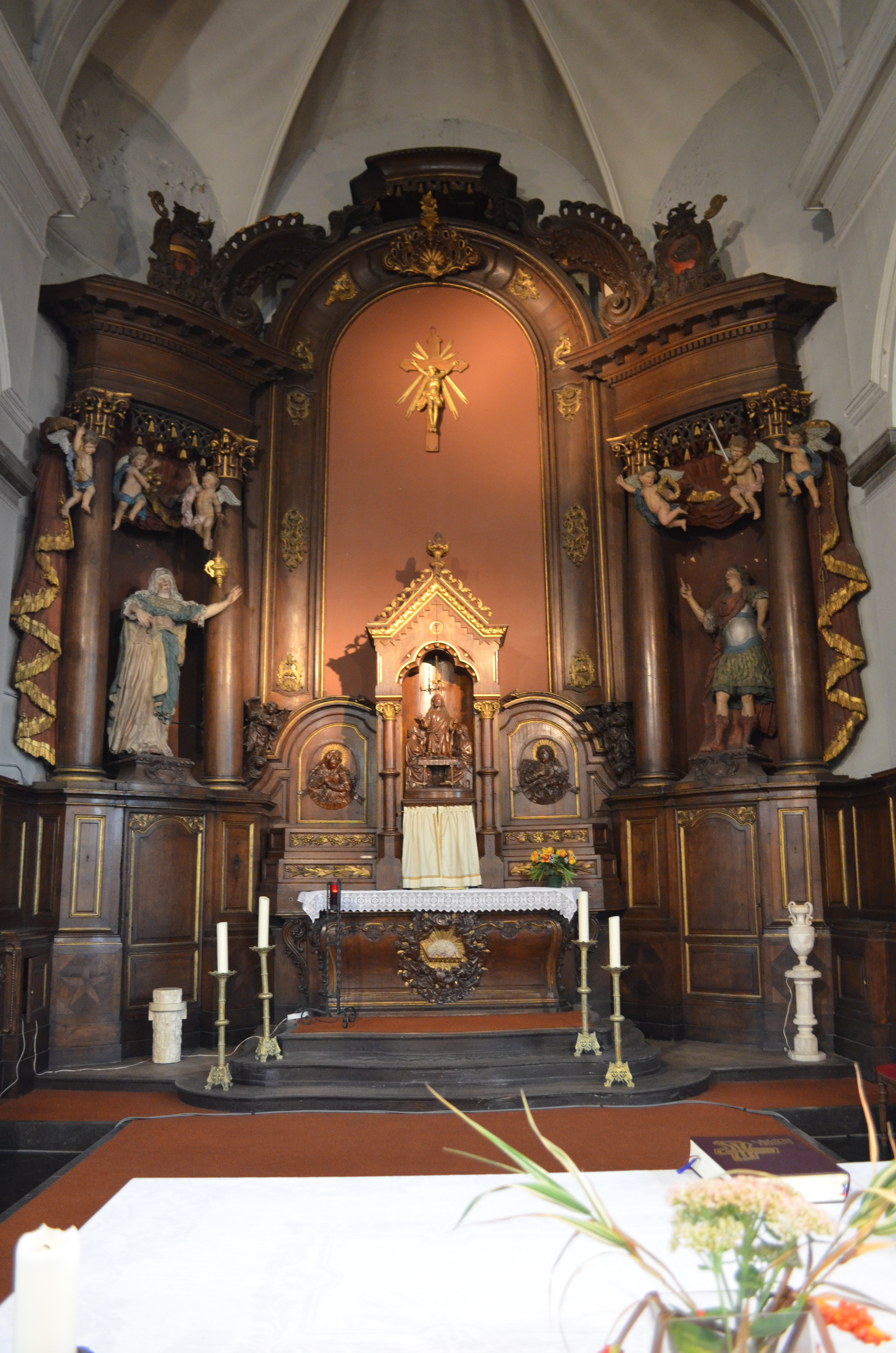
Maître-autel.
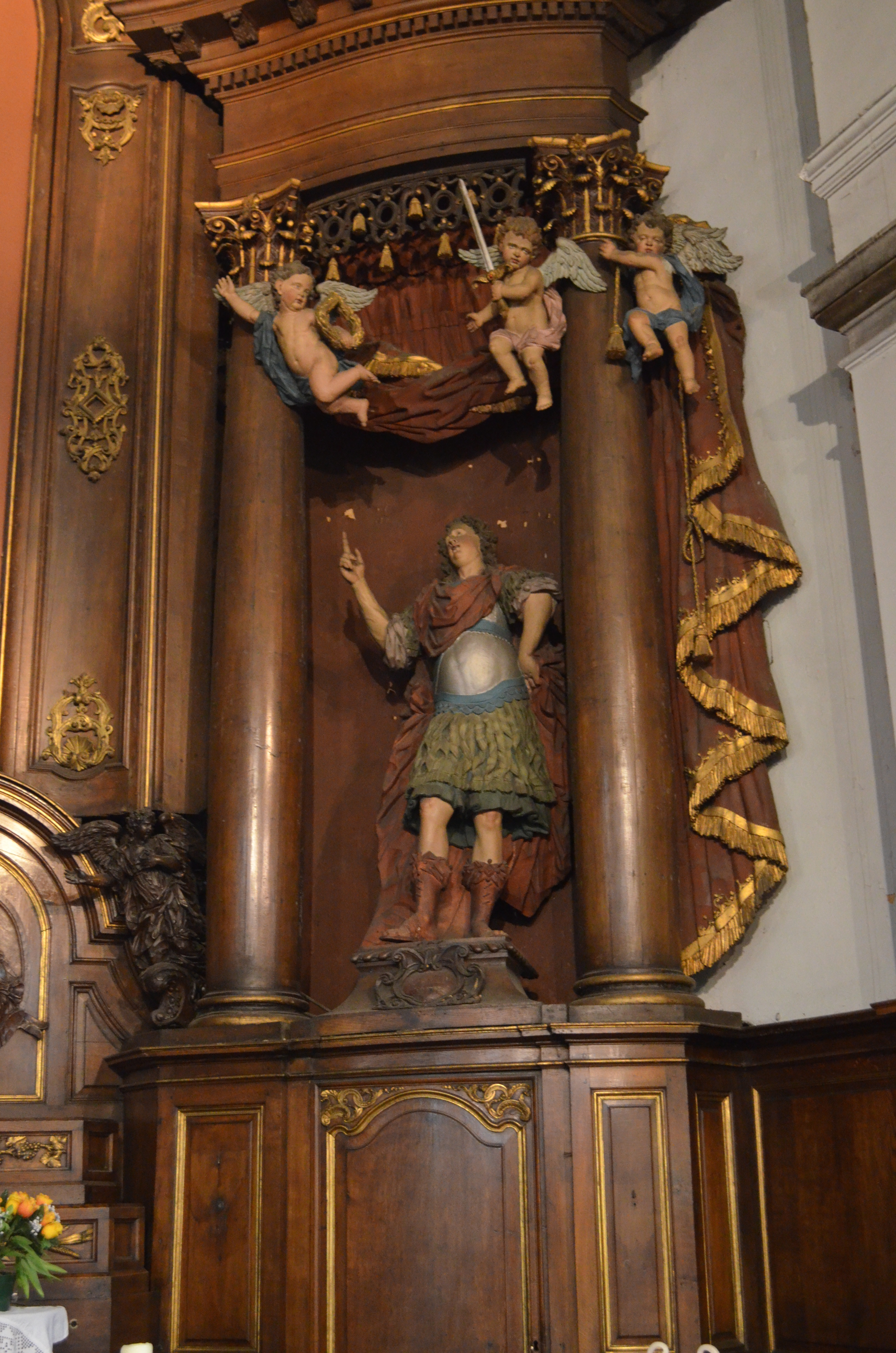
Saint Agapit.
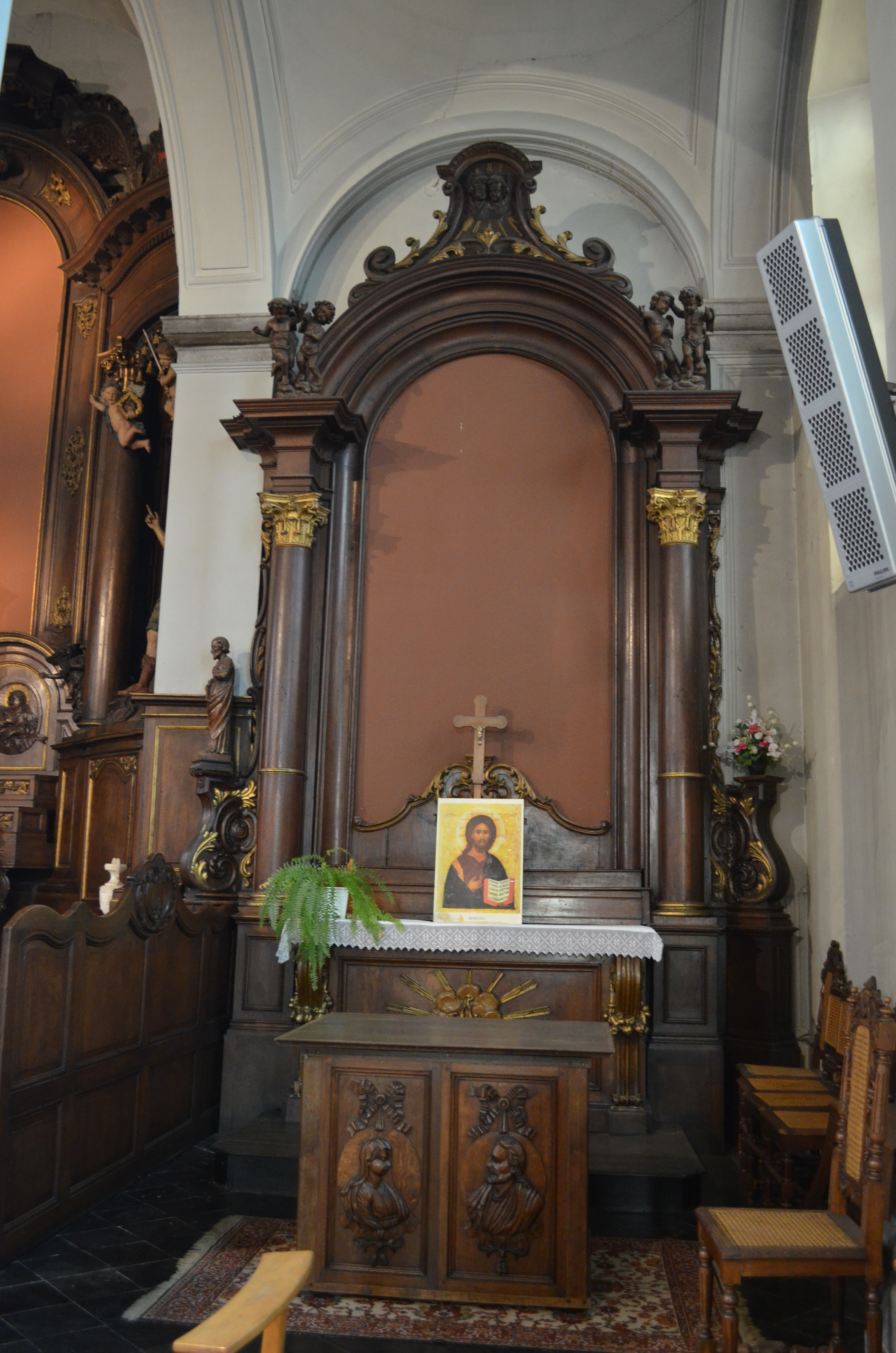
Autel du bas côté droit.

### L'orgueduXXesiècle
- Facteurs d'orgue : le projet présenté par le facteur d'orgue Émile Marchand, de Malonne, est adopté par le Conseil communal de Charleroi le 25 février 1999. Son fils Benoît participe à la construction ;
- Emplacement : dans la nef gauche ;
- Le meuble est réalisé en chêne ;
- L'orgue dispose de 1 210 tuyaux, soit 616 tuyaux pour le grand orgue, 504 tuyaux pour le positif, 90 pour la pédale ;
- Il est de type classique, pouvant aborder aussi bien la littérature d'orgue moderne que la littérature classique ;
- Il est inauguré le 29 septembre 2000[7].